# Frank Lammert
Frank Lammert (* 24. Dezember 1965 in Neuss) ist ein deutscher Mediziner, Hochschullehrer und seit 2021 Vizepräsident der Medizinischen Hochschule Hannover.

## Leben
Nach seinem Abitur begann Frank Lammert mit Förderung durch ein Stipendium der Studienstiftung des deutschen Volkes sein Studium der Medizin in Düsseldorf sowie an der Technischen Hochschule Aachen, an der er 1995 mit einer Dissertation zum Thema Isolierung und Charakterisierung des 74 kD Inhibitorproteins der Cholesterinkristallisation aus humaner Galle promoviert wurde.
Neben Medizin studierte Lammert auch Wirtschaftswissenschaften und schloss mit dem Titel Dipl.-Volkswirt ab.
Gefördert durch ein weiteres Stipendium durch die Deutsche Forschungsgemeinschaft besuchte Lammert von 1995 bis 1997 die Harvard Medical School in Boston. 2001 wurde er Oberarzt der Medizinischen Klinik III des Universitätsklinikums Aachen. 2001 wurde er für das Fach Innere Medizin an der RWTH Aachen habilitiert und trat im Folgejahr 2002 eine Junior-Professur für Molekulare und Klinische Hepatologie an.
2004 wurde Lammert Professor für Innere Medizin und Gastroenterologie und Oberarzt an der Medizinischen Klinik I des Universitätsklinikums Bonn. Darauf folgte 2007 die Berufung an die Universität des Saarlandes auf den Lehrstuhl für Innere Medizin, bei dem die Gastroenterologie, Hepatologie und Endokrinologie sowie die Diabetologie und Ernährungsmedizin die Schwerpunkte bildeten. Seit 2008 war er Direktor der Klinik für Innere Medizin II des Universitätsklinikums des Saarlandes in Homburg.
2017 übernahm Lammert die Präsidentschaft der Deutschen Gesellschaft für Gastroenterologie, Verdauungs- und Stoffwechselkrankheiten (DGVS).
Am 1. Februar 2021 trat er das Amt des Vizepräsident der Medizinischen Hochschule Hannover (MHH) an und verantwortet insbesondere das Ressort Krankenversorgung.
Lammert ist verheiratet und Vater von vier Kindern.

## Mitgliedschaften
- Fachkollegiat der Deutschen Forschungsgemeinschaft (DFG)[2]
- Sachverständiger beim Institut für medizinische und pharmazeutische Prüfungsfragen[2]

## Auszeichnungen
Zu den Ehrungen und Auszeichnungen Lammerts zählen unter anderem:
- Thannhauser-Preis der Deutschen Gesellschaft für Gastroenterologie, Verdauungs- und Stoffwechselkrankheiten[2]
- Theodor-Frerichs-Preis der Deutschen Gesellschaft für Innere Medizin

## Schriften (Auswahl)
- Isolierung und Charakterisierung des 74 kD Inhibitorproteins der Cholesterinkristallisation aus humaner Galle, Dissertation an der Technischen Hochschule Aachen, 1995
- Weissbuch Gastroenterologie 2020/2021. Erkrankungen des Magen-Darm-Traktes, der Leber und der Bauchspeicheldrüse – Gegenwart und Zukunft, Berlin; Boston: De Gruyter, 2019, ISBN 3-11-064251-4; Inhaltstext und download-Möglichkeit
- Frank Lammert u. a.: Complement factor 5 is a quantitative trait gene that modifies liver fibrogenesis in mice and humans, in: Nature Genetics, Bd. 37 vom 3. Juli 2005, Nr. 8